# Aymeric Chappellier
 (août 2017).
Si vous disposez d'ouvrages ou d'articles de référence ou si vous connaissez des sites web de qualité traitant du thème abordé ici, merci de compléter l'article en donnant les références utiles à sa vérifiabilité et en les liant à la section « Notes et références ».
Aymeric Chappellier est un navigateur français né le 26 octobre 1980 à La Rochelle. Il participe à la Route du Rhum 2018 en class40 sur Aina Enfance & avenir, terminant à la deuxième place de sa classe.

## Biographie

### Les débuts

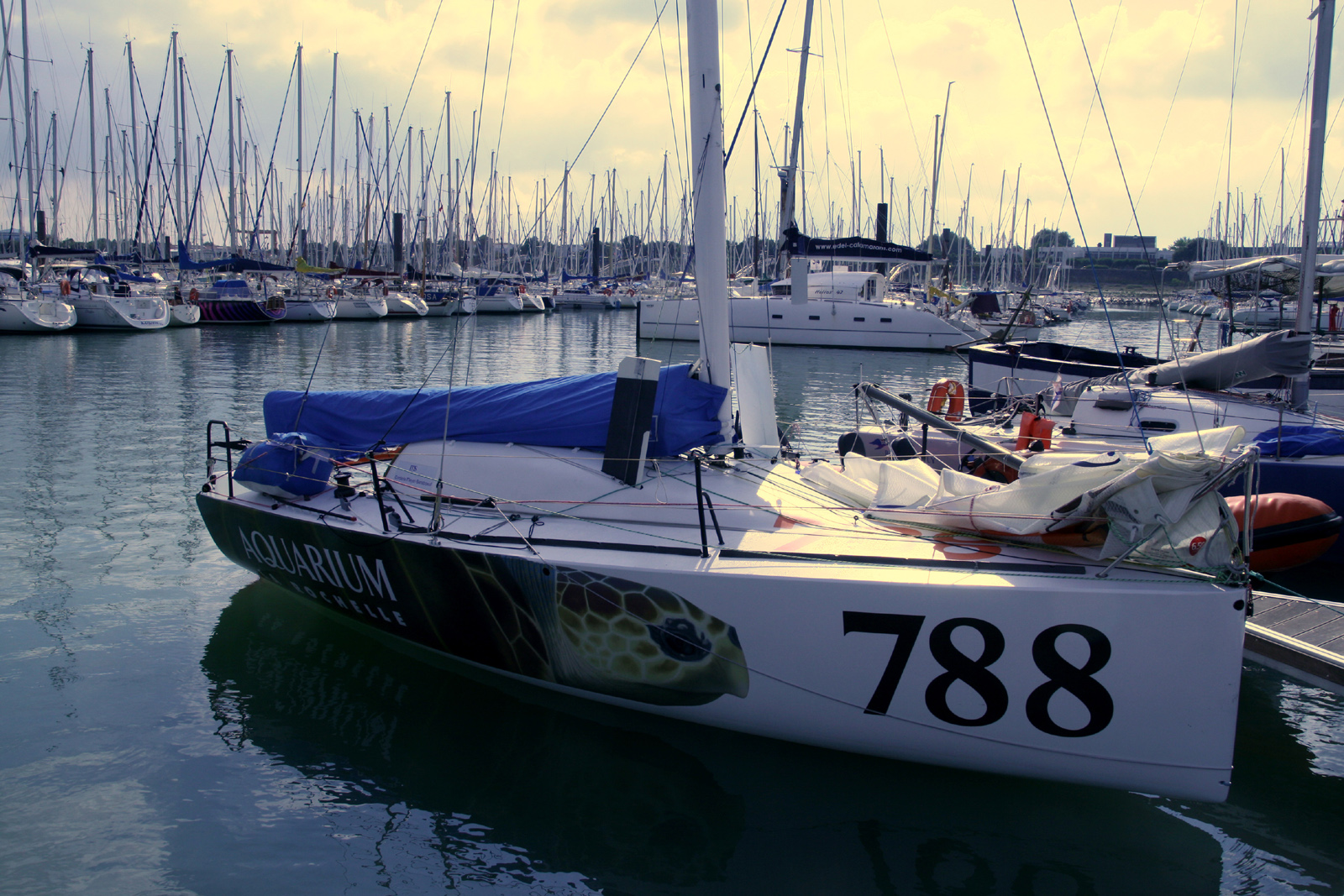
La Tortue de l'Aquarium La Rochelle

Passionné par la mer depuis sa jeunesse, c’est en 470 qu’il parcourt les plans d'eau du globe, pour régater dans les championnats du monde et d'Europe avec entre autres deux préparations olympiques.  
Dès 1999 il est inscrit sur les listes des sportifs de haut niveau du Ministère de la Jeunesse et des Sports. 
Ingénieur et architecte naval à La Rochelle, il s’est spécialisé dans la conception, le dessin et la construction de bateaux à passagers électriques. 

### Son parcours en Mini 6.50
En 2009 Aymeric Chappellier se lance un nouveau défi : l’aventure de la course au large en solitaire avec un bateau mini 6.50. Son expérience d’ingénieur et d’architecte naval lui permet alors de construire lui-même son bateau prototype.Le prototype no 788 Chacahé porte le nom des trois artisans de sa construction Chappellier, Cartier, Hélene, trois amis ingénieurs/architectes navals, qui se sont investis dans la réalisation de ce mini. 
Un objectif : alléger le bateau et optimiser ses performances en redéfinissant sa quille, et ses dérives.[réf. nécessaire]
D’après les plans d'Axel de Beaufort et de Julian Hélène, il a été construit avec la collaboration de C3 Technologies, entreprise de La Rochelle et  des voiles conçues par Incidences (Ronan Floch), une voilerie française.
Mis à l’eau le 16 mai 2010, il enchaîne 15 jours plus tard  avec le Trophée Marie Agnès Péron à Douarnenez où il termine 7e.
En 2011, pour la course Charente Maritime Bahia, transat 6.50, le bateau d'Aymeric Chappellier est sponsorisé par l’aquarium La Rochelle. Il devient alors l’étendard de la cause des tortues marines, avec un message dans ses voiles : « La Mer n’est pas une poubelle ».
En 2012, La Tortue reprend le large et, durant six mois, participe à de nombreuses courses aux couleurs de l’Aquarium, avec comme point d’orgue, le départ de la course Les Sables les Açores Les Sables en juillet. Chappellier remporte la première étape à Horta puis s'impose de nouveau lors de la seconde aux Sables-d'Olonne.

### Le Class40 151
Dans l'optique d'un projet Route du Rhum 2018, Aymeric Chappellier fait construire un nouveau class40 dessiné par l’architecte Samuel Manuard. C'est un Mach 40 V3, est la dernière évolution de class40, construit par le chantier naval JPS, expert en composite et référence chez les class40. Le bateau bénéficie de voiles réalisées par incidence Sails et des cordages techniques de Meyer-Sansboeuf.
Le bateau, qui soutient association Aina Enfance & avenir. Cette association réunionnaise intervient depuis 2005 à Madagascar auprès des populations démunies (enfants et jeunes mères en danger), participe un mois après la mise à l'eau à la course Les Sables - Horta - Les Sables, terminant huitième de la première étape, puis termine premier de la deuxième étape, et troisième au général. Le mois d'avril suivant, le bateau temporte les 1 000 milles des Sables d’Olonne.
Co-skippé par Arthur Le Vaillant, le 151, numéro du bateau est au départ de l’édition 2017 de la Transat Jacques-Vabre où ils terminent à la deuxième place à seulement 17 minutes du vainqueurs après 17 jours de course.
Lors de la Route du Rhum 2018 en class40, Aina Enfance & avenir, termine à la deuxième place de sa classe.

## Un navigateur polyvalent
Ses deux ans de navigation dans le circuit de la classe mini ont renforcé l’expérience d'Aymeric Chappellier dans la course au large. 
Fort de son savoir-faire de tacticien et de régatier, il est aujourd'hui un marin expérimenté sur différents formats :
Tacticien en A40 RC depuis 2008, au Tour de France à la voile en 2012 sur BAE SYSTEM (régates d’escales en Manche). 
En 2013, il rejoint JC Caso sur le classe 40 Groupe Picoty, et participe la même année à la Transat Jacques-Vabre.
Depuis 2014, il navigue sur le A13 Teasing Machine. La Team remporte d’importantes victoires en 2015.
Il est également membre de l’équipage du A13 Teasing Machine (skipper Eric de Turckheim) en tant que navigateur.

## Palmarès

### 2019
- Vainqueur du Défi atlantique sur Aïna Enfance et Avenir avec Eric Quesnel et Rodrigue Cabaz, en 15 j 3 h 42 min 48 s, à la vitesse moyenne de 9,67 nœuds[11]

### 2018
- 2e de la Route du Rhum - Destination Guadeloupe en catégorie Class40 sur Aïna enfance & avenir en 16 jours, 11 heures, 16 minutes et 15 secondes[12] ; 19e au classement général
- 5e de la Drheam Cup Destination Cotentin (La Trinité-sur-Mer → Cherbourg-en-Cotentin) en Class40 sur Aïna enfance & avenir, en 4 jours, 3 heures, 33 minutes et 56 secondes[12]
- 3e de la Normandy Channel Race avec Fabien Delahaye en Class40 sur Aïna enfance & avenir[12]
- vainqueur des 1000 Milles des Sables en Class40 sur Aïna enfance & avenir[12]

### 2017
- 2e de la Transat Jacques Vabre (Le Havre → Salvador de Bahia) avec Arthur Le Vaillant en Class40 sur Aïna enfance & avenir, en 17 jours, 11 heures, 1 minute et 57 secondes[12]
- 3e de Sables-Horta-Les Sables avec Arthur Le Vaillant en Class40 sur Aïna enfance & avenir, en 11 jours, 19 heures, 38 minutes et 54 secondes<[12]
- 5e du Grand prix Guyader avec Massimo Juris, Pietro Luciani, et Stéphane Siohan sur Colombre XL[12]

### 2016
- vainqueur Spi Ouest France (Tiger 3 Ker 39)
- vainqueur Armen Race (Colombre XL classe 40)
- vainqueur Round Ireland, (Teasing Machine A13)
- vainqueur Commodore's cup (Teasing Machine A13)
- vainqueur Overall Ouessant Race
- vainqueur Middle Sea Race

### 2015: A13 Teasing Machine
- vainqueur Channel Race
- vainqueur Cowes Week
- 1er classement IRC3 Rolex Sydne-Hobart

### 2014
- 7e de la Normandy Channel Race avec Jean-Christophe Caso en Class40 sur Groupe Picoty-Lac de Vassivière (ex Nox')[12]

### 2013
- 5e de la Transat Jacques Vabre (Le Havre → Itajaí) avec Jean-Christophe Caso en Class40 sur Groupe Picoty, en 22 jours, 10 heures, 26 minutes et 47 secondes[12]
- 8e de Les Sables-Horta-Les Sables avec Jean-Christophe Caso et Rémi Beauvais en Class40 sur Groupe Picoty, en 14 jours, 6 heures, 43 minutes et 12 secondes[12]
- 6e de la Normandy Channel Race avec Jean-Christophe Caso en Class40 sur Groupe Picoty (ex Nox')[12]

### 2012
- 1er Les Sables - les Açores - Les Sables[3]
- 4e du mini Fastnet
- 5e du Trophée MAP
- 1er du Tour de Ré
- 4e de la Pornichet Select
- 5e de la Demi-clé

### 2011
- Mini Transat Charente maritime Bahia (dégâts lors de la seconde étape)
- 4e Transgascogne
- 5e à la Pornichet Select 6.50

### 2010
- 3e au spi Ouest France en A40
- 2e à l'Obélix Trophy en A40
- 7e du Trophée MAP
- 3e meilleur chrono sur la qualification de 1000 milles en 6.50

### 2009
- 6e Chrono 650
- 4e au mini Fastnet
- 5e au spi Ouest France en A40

### 2008
- 2e en A35 à Dubaï
- 4e en A40 à l'Obélix Trophy
- Championnat du monde en 470

### 2007
- Champion d'Europe de surprise
- 15e au championnat du monde 470
- 4e à la semaine olympique française
- 3e au championnat de France

### 2006
- 11e au championnat du monde 470
- 1er National 470

### 2005
- Vainqueur du tour de France à la voile en étudiant
- 3e championnat de France 470
- 1er National 470